# Ravensberg Vandtårn
Ravensberg Vandtårn (tysk: Wasserturm Ravensberg) er et vandtårn opført i 1896 i Kielerbydelen Ravensberg i Slesvig-Holsten, Tyskland. Bygningen er tegnet af den daværende Kieler stadsarkitekt Rudolph Schmidt, der – med henblik til den forventede udbygning af området – bevidst lænede sig arkitektonisk op ad middelalderlige befæstnings-, by- og borgtårne. Vandtårnet, der er opført i mursten, står på en kunstigt opført forhøjning 15 m.o.h., og har en diameter på 23,70 meter og en højde på 30 meter.
Det indre af vandtårnet er, bortset fra noget nødvendigt tekniskt udstyr til dets nuværende brug (scene, lys- og lydanlæg samt beværtning), tomt og er gangbart i sin helhed; en vindeltrappe i form af en spiraltrappe fører op til en cirkelformet svalegang, og derfra fører endnu en trappe tværgående gennem bygningen til endnu et niveau, og endelig tværs gennem tårnet til tagrytteren.